# Esa película que llevo conmigo
Esa película que llevo conmigo es una película de Argentina filmada en colores dirigida por Lucía S. Ruiz sobre su propio guion que se estrenó el 2 de agosto de 2019 y tiene como tema una indagación sobre el exilio, la memoria y las huellas que la Guerra Civil Española ha dejado en las personas y en el tiempo.

## Producción
La directora ganó con este proyecto la categoría Documental de las Clínicas y Capacitaciones del primer Concurso Desarrollo de Proyectos Raymundo Gleyzer - Cine de la Base, apoyo del INCAA (Instituto Nacional de Cine y Artes Audiovisuales), fue declarado de Interés Cultural en el programa Mecenazgo del Gobierno de la Ciudad de Buenos Aires y recibió el Premio Estímulo a las Artes y los Deportes – SATSAID para la realización de esta, su primera película.

## Sinopsis
En el año 2000, Lucía viajó con sus abuelos, Pepe y Heber, a conocer París y Madrid, de donde Pepe tuvo que exiliarse a los 6 años escapando de la Guerra Civil Española. Lucía registró el viaje con ojo adolescente en su cámara VHS. Luego del fallecimiento de Pepe, Lucía se reencuentra con el material grabado y comienza otro viaje: rearmar esa historia familiar. Un camino que no es lineal, con huecos y hallazgos, y donde lo extraordinario y lo común se mezclan dejando ver que la identidad es un cúmulo de piezas que intentamos ordenar.

## Críticas
Alejandra Portela en el sitio leedor.com opinó:

”…es una película pensada y planificada. Usa su propia voz como relato en over, mientras ordena equilibradamente el material que fue armando durante su vida: el viaje familiar a Europa en los 90, con la entrevista a sus abuelos, a su padre, a la familia lejana tiempo después, la voz de su misteriosa tía con la que no tuvo mayor relación entrevistada por el consulado. Los datos de la guerra civil española contados por la pequeña historia de los habitantes, qué escuchaban, a qué se los obligaba, los vínculos familiares… Además de tener un título muy bello, la pelicula de Lucía es un laboratorio personal y familiar, afectivo pero que también se ubica en un lugar histórico con la fuerza de los testimonios alterados tal vez por los recuerdos de la infancia.”

Alejandro Lingenti en La Nación escribió:

”…En este film lleno de lirismo, esos recuerdos reaparecen puntuados por una voz en off que juega un rol decisivo. Es interesante lo que se cuenta y también cómo es narrado: queda claro que la directora llevó años esa película cargada en su imaginario, tantos como para hacerla aflorar con una sensibilidad conmovedora y una determinación estética notable..”

Diana Fernández Irusta en La Nación escribió: 

Esa película que llevo conmigo es el relato de una búsqueda. La de una descendiente de extranjeros que intenta reconstruir la silenciosa trama que la antecede. No en vano el trazado de un árbol genealógico, hecho de pincel y témpera, nombres que poco a poco se agregan junto a fotos y pequeños objetos, funciona como eje de la película. Y los testimonios, registrados en la Argentina y España, todos entre el dolor y la voluntad por superarlo, son apuntes de una memoria viva, colectiva, singular.

Ezequiel Boetti en otroscines.com opinó: 

Entre lo íntimo y lo ensayístico, este documental reconstruye la historia de un hombre durante la Guerra Civil Española y la Segunda Guerra Mundial.